# بيني برونر
بيني برونر (بالهولندية: Benny Brunner)‏ هو كاتب سيناريو ومنتج أفلام ومخرج هولندي وإسرائيلي، ولد في 1954 في بيرلاد في رومانيا.

## وصلات خارجية
- بيني برونر على موقع IMDb (الإنجليزية)
- بيني برونر على موقع ألو سيني (الفرنسية)
- بيني برونر على موقع أول موفي (الإنجليزية)